# Малые Передремихи
Малые Передремихи (укр. Малі Передримихи) — село в Жолковской городской общине Львовского района Львовской области Украины.
Население по переписи 2001 года составляло 143 человека. Занимает площадь 0,521 км². Почтовый индекс — 80360. Телефонный код — 3252.